# 아츄타 나가
아츄타 나가(산스크리트어: अच्युत नाग)는 오늘날 북인도에 있는 판찰라의 마지막 독립 통치자였다. 그는 강력한 굽타 황제인 사무드라굽타에게 패배했다.

## 치세
아츄타 나가는 판찰라의 마지막 독립 통치자였다. 그는 굽타 황제 사무드라굽타에게 패배했고, 그 후 판찰라는 굽타 제국에 합병되었다.

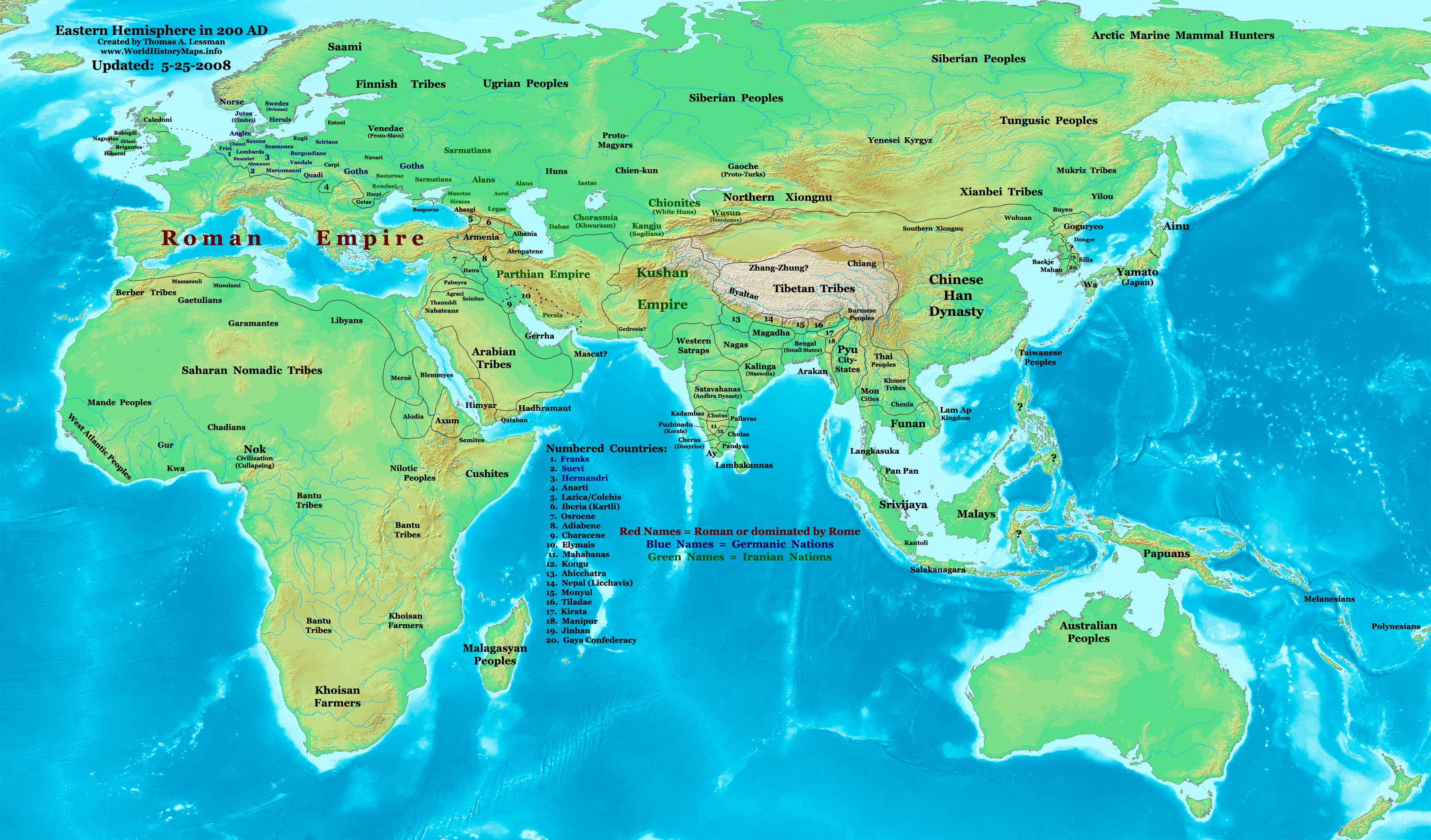
아츄타 시대의 판찰라

아히차트라에서 발견된 아츄타의 동전은 뒷면에 8개의 살이 있는 바퀴가 있고 앞면에 명각 "아츄"가 새겨져 있다.
사무드라굽타의 프라야그 프라샤스티의 초기 부분에서는 사무드라굽타가 세 왕, 즉 아츄타, 나세나 및 비문의 손상된 부분에서 이름이 손실된 또 다른 통치자를 "뿌리 뽑았다"고 언급한다. 비문에 따르면 사무드라굽타는 이 통치자들이 용서를 구하자 그들을 복권시켰다.
이 세 왕의 이름이 나중에 비문에서 반복되는 이유는 불명이다. 한 이론에 따르면 그들은 사무드라굽타의 아버지가 죽은 후 사무드라굽타에게 반란을 일으킨 봉신왕들이었다고 한다. 사무드라굽타는 반란을 진압하고 용서를 구한 후 그들을 복권시켰다. 나중에 이 통치자들은 다시 한 번 반란을 일으켰고 사무드라굽타는 그들을 다시 복속시켰다. 또 다른 가능성은 비문의 저자가 단순히 이 왕들이 그 지역에 속했기 때문에 사무드라굽타의 이후 아리아바르타 정복을 설명하면서 이러한 이름을 반복해야 한다고 생각했다는 것이다.